# Marnie McBean
Marnie Elisabeth McBean OC (* 28. Januar 1968 in Vancouver) ist eine ehemalige kanadische Ruderin. Gemeinsam mit ihrer langjährigen Partnerin Kathleen Heddle gewann sie vier olympische Medaillen in vier verschiedenen Bootsklassen.
Nachdem McBean und Heddle 1991 Weltmeisterinnen im Zweier ohne Steuermann geworden waren, gewannen die beiden bei den Olympischen Spielen 1992 in Barcelona Gold in dieser Bootsklasse. Tags darauf saßen die beiden im kanadischen Achter und gewannen eine zweite Goldmedaille. Nach 1992 wechselten beide Ruderinnen vom Riemenrudern zum Skull. Bei den Ruder-Weltmeisterschaften 1993 wurde McBean Zweite im Einer hinter der deutschen Jana Thieme.
Bei der Weltmeisterschaft 1994 gewannen McBean und Heddle Silber im Doppelzweier, im Jahr darauf wurden sie Weltmeister. Bei den Olympischen Spielen 1996 in Atlanta siegten McBean und Heddle im Doppelzweier. Tags darauf ruderten die beiden im Doppelvierer zu Bronze.
Für die Olympischen Spiele 2000 in Sydney hatte McBean einen Start im Einer geplant. Aufgrund starker Rückenprobleme sagte sie ihren Olympiastart ab und beendete ihre Karriere. 2002 wurde sie für ihre herausragende Karriere vom Weltruderverband mit der Thomas-Keller-Medaille ausgezeichnet.
Heddle und McBean waren 1996 die ersten Kanadierinnen, die drei olympische Goldmedaillen gewonnen hatten. Als erfolgreichste kanadische Olympiateilnehmer wurden sie 2002 vom Eisschnellläufer Marc Gagnon überholt, der insgesamt dreimal Gold und zweimal Bronze gewann.
McBean ist Athletenbotschafterin der Entwicklungshilfeorganisation Right to Play.